# Crossett
Crossett is een plaats (city) in de Amerikaanse staat Arkansas, en valt bestuurlijk gezien onder Ashley County.

## Demografie
Bij de volkstelling in 2000 werd het aantal inwoners vastgesteld op 6097.
In 2006 is het aantal inwoners door het United States Census Bureau geschat op 5679, een daling van 418 (-6.9%).

## Geografie
Volgens het United States Census Bureau beslaat de plaats een oppervlakte van
15,5 km², waarvan 15,1 km² land en 0,4 km² water.

## Plaatsen in de nabije omgeving
De onderstaande figuur toont nabijgelegen plaatsen in een straal van 32 km rond Crossett.